# روماريو (لاعب كرة قدم)
روماريو هو لاعب كرة قدم برازيلي، ولد في 25 يناير 1998.